# ダニーロ・デヘスス
ダニーロ・デ・ヘスス・アラウホ（Danilo de Jesus Araujo, 1987年2月11日 - ）は、ドミニカ共和国出身のプロ野球選手（投手）。右投右打。現在はフリーエージェント。NPBでは育成選手であった。

## 経歴
セントルイス・カージナルスに所属していたが、マイナーのA級が最高でメジャー昇格することなく戦力外となり、その後カープアカデミーを経て2013年に広島東洋カープに練習生として入団。
2014年3月24日から日本を活動拠点とする独立リーグ・四国アイランドリーグplusの高知ファイティングドッグスへ派遣される。当初は前期シーズンのみの予定だったが、シーズン終了まで派遣期間が延長された。派遣された高知では当初は先発で起用され、途中から抑えに転向すると、守護神として活躍し、3勝3敗12セーブ、防御率2.06の成績を残す。シーズン終了後、広島東洋カープの秋季キャンプに練習生として参加し、監督の緒方孝市からも高評価を受けた。
2015年1月26日、広島が育成選手として契約を発表。背番号は144で、登録名はデ ヘスス。2月1日からの春季キャンプでは育成選手でありながら一軍スタートとなり、その春季キャンプでも高評価を受け、支配下契約が報道されていた。オープン戦ではチーム最多となる6試合に登板したが、6回2/3を6失点（自責点5）、4四球と安定感に欠けたことに加え、広島ではすでに6人の外国人（ジョンソン、ザガースキー、ヒース、グスマン、エルドレッド、ロサリオ）が支配下契約を結んでいたことから、デヘススの支配下契約は見送られた。シーズン終了後の10月26日、広島は来期の契約を結ばないと通告した。11月には第1回WBSCプレミア12にドミニカ共和国代表として出場。オフはドミニカ共和国のウィンターリーグでプレー。
2016年はメキシカンリーグのシウダーデルカルメン・ドルフィンズと契約するが、3試合2回2/3の登板で0勝2敗4失点を喫し、4月8日に解雇となった。

## プレースタイル・人物
Max156km/hのストレートは球威があり、2014年の秋季キャンプではバットを2本へし折った。そのほかスライダーとフォークのように落ちるチェンジアップを持っている。
2015年の春季キャンプで行われた3.2Km走では中田廉に次いで2位だった。
2013年と2014年に広島のキャンプに参加した際、前田健太の存在を知り、「日本で成功してマエケンのような投手になって、ドミニカにいる家族を日本に呼び寄せたい」と思ったという。日本へはドミニカに子息（2014年当時3歳）を残しての渡航であった。

## 詳細情報

### 年度別投手成績
- 一軍公式戦出場なし

### 独立リーグでの投手成績
| 年 度     | 球 団     | 防 御 率 | 登 板 | 勝 利 | 敗 戦 | セ 丨 ブ | 完 投 | 完 封 | 無 四 球 | 投 球 回 | 打 者 | 被 安 打 | 被 本 塁 打 | 奪 三 振 | 与 四 球 | 与 死 球 | 失 点 | 自 責 点 | 暴 投 | ボ 丨 ク |
| --------- | --------- | -------- | ----- | ----- | ----- | -------- | ----- | ----- | -------- | -------- | ----- | -------- | ----------- | -------- | -------- | -------- | ----- | -------- | ----- | -------- |
| 2014      | 高知      | 2.06     | 42    | 3     | 3     | 12       | 0     | 0     | 0        | 87.1     | 357   | 64       | 1           | 66       | 31       | 5        | 29    | 20       | 7     | 0        |
| 通算：1年 | 通算：1年 | 2.06     | 42    | 3     | 3     | 12       | 0     | 0     | 0        | 87.1     | 357   | 64       | 1           | 66       | 31       | 5        | 29    | 20       | 7     | 0        |

### 背番号
- 35 （2014年） ※高知ファイティングドッグスでの背番号
- 144 （2013年 - 2015年）